# 려도
려도(麗島)는 조선민주주의인민공화국 강원도 원산시 여도동에 위치한 섬이다. 6·25전쟁 당시 원산항 봉쇄를 위해 섬을 연합군이 점령하고 있었지만 휴전 후에 조선민주주의인민공화국이 점령하게 되었다.